# Wow (serial telewizyjny)
WOW – polsko-niemiecki serial telewizyjny emitowany w Telewizji Polskiej w 1994 roku.
Wyreżyserowany został przez Jerzego Łukaszewicza i Ryszarda Zatorskiego. Przedstawia historię inteligentnego wirusa komputerowego, który wyzwala się z komputera i zaczyna żyć własnym życiem. W ciągu całego serialu pojawia się wielu znanych aktorów lat 90., m.in. Cezary Pazura, Katarzyna Skrzynecka, Radosław Pazura, Tomasz Sapryk, Marek Barbasiewicz. Serial kręcono w Międzygórzu, wsi niedaleko Kłodzka. Jeden z odcinków zrealizowano w Muzeum Papiernictwa w Dusznikach Zdroju.
Akcja serialu toczy się w fikcyjnej miejscowości Laurentine.

## Obsada
- Mateusz Damięcki – Jim Bates
- Wojciech Malajkat – Mat Kelly
- Agnieszka Jaworska – Ann Bates
- Anna Seniuk – Weronika Bates
- Andrzej Mastalerz – oficer Bob
- Katarzyna Skrzynecka – Kate Bates
- Tomasz Sapryk – doktor Angus Hardock
- Monika Bolly – Mary Robinson
- Marek  Barbasiewicz – Justin P. Morgan
- Cezary Pazura – Max Usher
- Krzysztof Janczak – sierżant Ronnie S. White
- Dariusz Biskupski – Adam Bates
- Monika Kulawiak - Klara

## Spis odcinków
| N/o | Data premiery | Polski tytuł       |
| --- | ------------- | ------------------ |
| |               |                    |
| 01 | 09.01.1994    | Hej, WOW!          |
| Komputerowe zdolności matematyka Mata Kelly’ego stają się przyczyną jego problemów. Ponieważ odmawia współpracy z firmą Computronex, której celem jest okradanie banków, ściąga na siebie nienawiść jej szefa, Morgana. Intrygi prezydenta Computronexu doprowadzają do powstania buga, który materializuje się w postaci kolorowej kuli z oczkami, mogącą zmieniać kształt i rozmiar. Zaprzyjaźnia się z jednym uczniów Mata – małoletnim Jimem Batesem i przybiera imię "Wow".                       |               |                    |
| |               |                    |
| 02 | 16.01.1994    | WOW! Super WOW!    |
| Wow ujawnia się przed rodziną Batesów oraz prezentuje dalsze niezwykłe właściwości. Sąsiad Mata, Angus Hardock współpracujący z Morganem próbuje porwać Wow i wykorzystać w celu zdobycia bogactwa. Jim i Mat bronią Wow przed doktorem. Widząc nieudolność Hardocka Morgan zamierza wynająć człowieka od brudnej roboty – Maxa Ushera. |               |                    |
| |               |                    |
| 03 | 23.01.1994    | Mroczny mściciel   |
| Hardock i Max próbują wykraść Wow z domu Jima. Ale Jim przy pomocy Mata niweczy ich plany. Wirus tymczasem za sprawą babci chłopca, Veroniką bierze udział w quizie telewizyjnym "Super Jack" i wygrywa z komputerem najwyższej generacji. Morgan i Hardock nie rezygnują z zamiaru zdobycia fantastycznego wirusa, więc przyjaciele Wow muszą go nieustannie chronić. |               |                    |
| |               |                    |
| 04 | 30.01.1994    | Komputerowy gang   |
| Morganowi mimo usilnych zabiegów nie udaje się zdobyć Wow. Instaluje antenę zdolną penetrować sieć komputerową za oceanem, co podchwytuje miejscowa prasa i firmę Morgana nazywa komputerowym gangiem. Nikt jednak nie jest w stanie udowodnić przestępstwa, a złoczyńcy sprytnie maskują swoje poczynania. Babcia Veronika ma zamiar za pomocą Wow zdemaskować przestępców. Udaje się to tylko częściowo – w ręce policji wpadają doktor Hardock i Max, ale Morgan nadal działa.                      |               |                    |
| |               |                    |
| 05 | 06.02.1994    | Akcja specjalna    |
| Na zlecenie Morgana doktor i Max próbują podstępnie wykraść Wow z domu Jima. Szybka kontrakcja rodziny Batesa i Jima niweczy plany "Grupy Specjalnej". Jednocześnie skutki istnienia Wow – zakłócenia teletransmisyjne – stają się widoczne i w miasteczku zaczyna się o nim mówić. Morgan jest przekonany, że zdobycie wirusa na własność zapewnia nieograniczoną władzę, więc kontynuuje swoje niecne plany. Wszyscy mieszkańcy miasteczka bronią Wow i pomagają ogólnie szanowanej rodzinie Batesów |               |                    |
| |               |                    |
| 06 | 13.02.1994    | Nieziemska istota  |
| Jim i Wow wykrywają sprawców napadu na bank w Laurentine. Hardock, na zlecenie Morgana, kontynuuje pościg za Wow. Morgan nie chce, aby wiadomość o właściwościach wirusa rozeszła się po świecie i zleca Hardockowi zmylić ślady, aby korespondent nie dotarł do istoty niezwykłych wydarzeń dziejących się w Laurentine. |               |                    |
| |               |                    |
| 07 | 06.03.1994    | Tajny kod          |
| Wow pomaga klasie Jima wygrać konkurs ekologiczny – wykrywa źródło emisji infradźwięków w Laurentine, które emitowane są z miejscowej fabryki papieru. Mat postanawia przedstawić Wow uczniom. Jeden z nich, Brian, widząc ogromne możliwości wirusa postanawia go ukraść. Ale Mat wymyśla zabezpieczenie – tajny kod, dzięki któremu Jim może w każdej odległości kontaktować się z Wow. Złe zamiary Briana zostają udaremnione, a Wow zyskuje nowych przyjaciół wśród uczniów.                       |               |                    |
| |               |                    |
| 08 | 13.03.1994    | Sobowtór. Część 1  |
| Doktor Hardock wykorzystuje słabość Jima do koleżanki z klasy, Pameli. Podsuwa Patrykowi, w którym podkochuje się dziewczyna, pomysł, aby pożyczyła mu Wow. Max konstruuje tymczasem sobowtóra wirusa. Kiedy Jim wykrywa oszustwo, rusza na ratunek Wow. |               |                    |
| |               |                    |
| 09 | 20.03.1994    | Sobowtór. Część 2  |
| Wow jest dokładnie badany w tajnym laboratorium. Hardock i Max chcą przy jego pomocy dostać się do systemu bankowego. Na trop wirusa wpada pies Pameli. Kiedy wydaje się, że nic już nie zdoła go uratować, z pomocą przychodzi sierżant Ronnie. |               |                    |
| |               |                    |
| 10 | 27.03.1994    | Skorpion           |
| Hardock i Max biorą udział w akcji "Skorpion". W tajnym laboratorium konstruują zmniejszacz materii nieożywionej, który pomoże ukraść Wow bez wzbudzania podejrzeń. Wow zostaje pomniejszony tak bardzo, że jest niemal niewidoczny i zarazem bezbronny. Ale dzięki sprytowi Jima i mocnej więzi łączącej chłopca z wirusem, Wow nie dostaje się w ręce Morgana. |               |                    |
| |               |                    |
| 11 | 03.04.1994    | Pechowy dzień      |
| Andy to miły chłopiec, ale niezbyt lubiany przez rówieśników. Wyśmiewa się z niego cała klasa, ma bowiem ciągle jakiegoś pecha. Chłopak bardzo chce go pokonać, a pomagają mu Jim i Wow. Okazuje się jednak, że Andy walczyć musi z własną naturą, swym bałaganiarstwem i lenistwem. |               |                    |
| |               |                    |
| 12 | 04.04.1994    | Weekend na wzgórzu |
| Hardock przeżywa drobne załamanie spowodowane ciągłym polowaniem na Wow. Postanawia wyjechać do schroniska na wzgórzu, by wypocząć. W to samo miejsce udaje się również na weekend rodzina Batesów razem z Wow. |               |                    |
| |               |                    |
| 13 | 10.04.1994    | Myśliwy zabójca    |
| Mary i Mat postanawiają się pobrać. Rodzina Batesów pomaga im urządzić wesele. Podczas przyjęcia, w ogólnym zamieszaniu, Morgan kradnie Wow. Hardock, który wymyślił system kontrolujący wirusy komputerowe, nazwany "Myśliwy zabójca", zamierza wyjechać z Laurentine. Mary i Mat zapraszają go na wesele. Hardock wykrywa perfidny podstęp Morgana i pomaga Jimowi odzyskać Wow. |               |                    |
| |               |                    |